# Verisign
Verisign ist ein US-amerikanisches Unternehmen mit Sitz in Reston, Virginia.
Es betreibt unter anderem die Top-Level-Domains .com und .net sowie zwei der globalen Root-Nameserver und bietet allgemein Dienstleistungen für den sicheren Betrieb von Websites, beispielsweise auch zur Abwehr von DDoS-Attacken an. Aktien von Verisign werden seit 1998 an der NASDAQ gehandelt und gehören zum S&P 500 Index der größten US-Unternehmen.

## Geschichte
Verisign wurde am 12. April 1995 als Tochtergesellschaft von RSA Security gegründet. Zweck des Unternehmens war es, standardisierte Dienstleistungen für die Zwei-Faktor-Authentifizierung und das Identitätsmanagement im Internet anzubieten. Bis zur Jahrtausendwende übernahm Verisign diverse Unternehmen, im Jahr 1999 erfolgte der Kauf des größten Konkurrenten Thawte. Die Marken der akquirierten Gesellschaften wurden in der Folgezeit beibehalten, so gab Verisign beispielsweise auch weiterhin unter den Marken GeoTrust, RapidSSL und anderen digitale Zertifikate heraus.
Im Jahr 2000 folgte die Übernahme von Network Solutions, das bis wenige Monate zuvor ein Monopol auf die Vergabe der beliebten Top-Level-Domains .com, .net und .org hatte. Der Kauf wurde in Form eines Aktientausches abgewickelt und hatte ein Volumen von 21 Milliarden US-Dollar. Das US-Handelsministerium und die ICANN erklärten formell ihre Zustimmung zur Übernahme. Während die Verwaltung für .org bereits Anfang 2003 an die Public Interest Registry übertragen und Network Solutions selbst an eine private Investorengruppe verkauft wurde, behielt Verisign die Verwaltung von .com und .net. Mit diesem Schritt wurde die von der ICANN bis 2010 stets geforderte Trennung zwischen Registry und Registrar formell durchgeführt.
Nachdem Verisign mit .com und .net die beiden beliebtesten generischen Top-Level-Domains besaß und seit 2001 über die Tochtergesellschaft eNIC auch an .cc beteiligt war, wurde im Januar 2002 zusätzlich die Vergabestelle von .tv für 45 Millionen US-Dollar erworben. Später kaufte Verisign außerdem die Londoner Global Name Registry, Ltd., welche für .name zuständig ist.
Im deutschsprachigen Raum wurde Verisign vor allem durch die Übernahme von Jamba bekannt: 2004 erklärte das Unternehmen, das Berliner Handy-Portal für 273 Millionen US-Dollar zu akquirieren, die teilweise in Aktien und in Bar gezahlt wurden. Anschließend wurde eine Kooperation mit der News Corporation vereinbart, welche das Angebot inhaltlich stärken sollte und im Rahmen derer 51 Prozent der Anteile an Jamba wieder veräußert wurden. Einige Jahre später gab Verisign auch die verbleibenden 49 Prozent an den Mehrheitsgesellschafter ab und trennte sich somit vollständig von diesem Geschäftsbereich, wodurch Jamba eine Tochter von Fox Mobile Entertainment wurde.
2005 lief der Vertrag zwischen der ICANN für die Verwaltung von .net aus, weshalb sich Verisign erstmals um eine Top-Level-Domain formell bewerben musste. Neben dem irischen Konkurrenten Afilias, der .info betreibt, sowie zwei kleineren Dienstleistern bewarb sich auch die deutsche Vergabestelle DENIC um die Fortführung von .net. Letztlich setzte sich Verisign aber unter allen Bewerbern durch und konnte die .net-Domain bis zum Jahr 2011 fortführen.
Im Oktober desselben Jahres gaben Verisign und ICANN bekannt, ihre seit der Sitefinder-Affäre (vgl. Kritik) anhaltenden Streitigkeiten um die genauen Aufgaben der jeweiligen Seite gütlich beilegen zu wollen. Das Unternehmen sollte alle Änderungen an seinen Leistungen als Vergabestelle mit der ICANN absprechen, im Gegenzug die Verwaltung von .com für weitere Jahre ohne erneute Ausschreibung fortgeführt werden. Die Vereinbarung wurde von Experten der Branche kritisiert, wurde letztlich aber trotzdem angenommen.
Im Jahr 2005 wurde außerdem der Spezialist für IT-Sicherheit iDefense gekauft, mit dem Verisign seine Position in diesem Segment weiter ausbaute. Das Unternehmen war darauf spezialisiert, Cyberattacken und Sicherheitslücken in Systemen seiner Kunden frühzeitig zu erkennen und aktuelle Entwicklungen in der Hacker-Szene zu verfolgen. Der Kaufpreis betrug 40 Millionen US-Dollar in Bar, iDefense wurde vollständig in Verisign integriert. Ehemalige Produkte und Dienste des Anbieters werden im Folgenden unter der Marke Verisign iDefense bereitgestellt.
2010 kündigte Verisign an, sich auf das Geschäft mit Domains und IT-Sicherheit konzentrieren zu wollen und deshalb die Sparte für SSL-Verschlüsselung zu verkaufen. Erwerber war Symantec für 1,28 Milliarden US-Dollar in Form von Aktien und Barmitteln, das die Produkte von Verisign mit seinen eigenen Diensten wie beispielsweise die der PGP Corporation zusammenführen wollte. Als Grund für die Übernahme wurden durchweg sinkende Preise für die Ausstellung von SSL-Zertifikaten genannt. Im Sommer 2017 veräußerte Symantec die Zertifikatesparte an seinen Mitbewerber DigiCert.
Ende 2012 verlängerte die ICANN den Vertrag für .com und .net mit VeriSign, Inc. um weitere sechs Jahre, jedoch konnte sich das Unternehmen mit einer Forderung nach höheren Gebühren gegenüber der Internet-Verwaltung nicht durchsetzen. Zunächst plädierte Verisign mehrfach für höhere Gebühren, um Sicherheit und Stabilität im Betrieb der Top-Level-Domains weiter gewährleisten zu können. Trotz der wirtschaftlichen Niederlage beteiligte sich wenige Monate der US-Milliardär Warren Buffett an Verisign, seine Holding Berkshire Hathaway erwarb einen Anteil in Höhe von 165 Millionen US-Dollar am Unternehmen.

## Produkte
Verisign gliedert sein Geschäft in die beiden Sparten Registry Services und NIA Services sowie einem Bereich für die Verwaltung des Unternehmens (Operations Infrastructure). In der ersten Sparte sind sämtliche Aktivitäten betreffend der Vergabe von .com-, .net-, .cc-, .tv- und .name-Domains zusammengefasst, sowie der Betrieb der technischen Infrastruktur für .gov, .jobs und .edu. Im Bereich NIA Services wiederum sind die Produkte und Dienstleistungen von iDefense sowie ein sogenanntes Managed DNS und die DDoS Protection Services zusammengefasst, die allesamt der IT-Sicherheit zugeordnet werden.
Aufgrund der weiten Verbreitung von .com- und .net-Adressen gilt Verisign gemeinhin als wichtigste Vergabestelle von Domains. Das Unternehmen führt jährlich mehrere Veranstaltungen unter dem Titel Registrar Days durch, die gemeinhin als Branchentreffen eingestuft werden und maßgeblichen Einfluss auf die Entwicklung im Markt haben sollen. Nach offiziellen Angaben verwaltete VeriSign im September 2013 mehr als 125,9 Millionen Domains.

## Kritik
Im September 2003 geriet Verisign in die Kritik, nachdem es eine Weiterleitung für alle nicht registrierten Domains unter .com und .net auf eine hauseigene Suchmaschine eingerichtet hatte. Diese wurde per Wildcard auf Ebene des Domain Name System realisiert, sodass Nutzer weltweit sie zunächst nicht umgehen konnten. Organisationen wie das Internet Software Consortium protestierten gegen diese Maßnahme, da sie in ihr einen unzulässigen Eingriff in die Infrastruktur des Internets sahen. Später forderte auch die ICANN eine Einstellung der automatischen Weiterleitung, woraufhin Verisign den Dienst schließlich wieder aufgab.
Mit Einführung internationalisierter Domainnamen geriet das Unternehmen erneut in die Kritik, nachdem es einige besonders wertvolle Domains automatisch vom RACE- in den IDN-Standard überführte, sodass diese von anderen Interessenten nicht mehr registriert werden konnten. Experten und beispielsweise auch die DENIC beurteilten das Verhalten erneut als negativ, insbesondere weil dadurch das Prinzip first come, first served verletzt werde. Nach Aussagen von Verisign hatte die ICANN die Konvertierung von RACE-Domains in das IDN-Verfahren jedoch zuvor offiziell genehmigt.
Als Vergabestelle der beiden beliebtesten generischen Top-Level-Domains .com und .net kommt Verisign in der gesamten Branche eine besondere Rolle zu. Im Zuge dessen wurde dem Unternehmen immer wieder mangelnde Transparenz vorgeworfen, insbesondere was die Verbreitung bestimmter Domains im Vergleich zu anderen Top-Level-Domains betrifft. Um diesem Vorwurf zu begegnen, hat Verisign im Juli 2012 mit der Veröffentlichung einer in Echtzeit aktualisierten Statistik begonnen. Diese beinhaltet neben der Zahl der registrierten Domains auch umfangreiche Informationen über die Zonendatei, z. B. dort nicht hinterlegte tote Domains. Außerdem wird seit einiger Zeit regelmäßig ein sogenannter Domain Name Industry Brief veröffentlicht.